# Mendon (Ohio)
Mendon es una villa ubicada en el condado de Mercer en el estado estadounidense de Ohio. En el Censo de 2010 tenía una población de 662 habitantes y una densidad poblacional de 452,39 personas por km².

## Geografía
Mendon se encuentra ubicada en las coordenadas 40°40′22″N 84°31′4″O / 40.67278, -84.51778. Según la Oficina del Censo de los Estados Unidos, Mendon tiene una superficie total de 1.46 km², de la cual 1.44 km² corresponden a tierra firme y (1.77%) 0.03 km² es agua.

## Demografía
Según el censo de 2010, había 662 personas residiendo en Mendon. La densidad de población era de 452,39 hab./km². De los 662 habitantes, Mendon estaba compuesto por el 97.13% de blancos, el 1.66% de hispanos o latinos (de cualquier raza), el 0,91% de amerindios, el 0,3 % de afroamericanos, el 0,3% de isleños del Pacífico y un 1,36% que pertenecían a dos o más razas. No se registraron residentes que pertenecieran al grupo de asiáticos o al de otras razas. 